# Pablo Carballo
Pablo Marcos Rafael Carballo (Buenos Aires, 11 dicembre 1947) è un aviatore argentino.
Ufficiale pilota della Fuerza Aérea Argentina, si distinse durante la guerra delle Falkland partecipando a numerose missioni di guerra con il  Grupo de Caza-Bombardero 5 "Los Halcones", una delle unità aeree più efficienti dell'aviazione argentina, equipaggiata con aerei d'attacco Douglas A-4 Skyhawk.
Nel corso del breve conflitto effettuò molti attacchi contro le navi della task force britannica conseguendo brillanti successi e dimostrando tenacia, abilità e determinazione; in particolare il capitano Carballo prese parte all'affondamento di almeno tre navi da guerra della Royal Navy durante la battaglia di San Carlos. 
Dopo la guerra per i risultati raggiunti ricevette alcune delle più importanti decorazioni al valore argentine e continuò la carriera nella forza aerea, ritirandosi nel 2001 con il grado di colonnello d'aviazione.

## Biografia

### Inizio della carriera militare
Pablo Marcos Rafael Carballo, originario di Buenos Aires, era figlio del capitano Pablo Raúl Carballo e di Celia Raquel Villanueva; quando Pablo aveva due anni la sua famiglia si trasferì nella città di San Carlos de Bariloche.
All'età di diciannove anni il giovane decise di intraprendere la carriera militare ed entrò alla Escuela de Aviación Militar della città di Córdoba, da cui uscì nel 1971 con il grado di alfiere; negli anni seguenti seguì vari corsi di specializzazione per ottenere la qualifica di pilota. Nel 1972 frequentò con successo il corso di Aviador Militar e nel 1973 il corso avanzato per piloti da caccia a bordo degli aerei North American F-86 Sabre. Tra il 1974 e il 1979 Carballo, promosso al grado di tenente, si dedicò all'addestramento dei piloti a Córdoba. La sua carriera proseguì con regolarità: nel 1977 divenne Primo tenente e all'inizio del 1980 fu trasferito alla V Brigada Aérea, una delle principali formazioni da combattimento della Fuerza Aérea Argentina, equipaggiata con gli aerei d'attacco Douglas A-4 Skyhawk. Carballo divenne inizialmente capo sezione dell'unità che era basata a Villa Reynolds nella provincia di San Luis, prima di divenire capo delle operazioni della brigata aerea. 
L'ufficiale venne in seguito trasferito per un breve periodo alla VI Brigada Aérea a Tandil, dove divenne comandante di squadriglia volando sui caccia IAI Dagger e Dassault Mirage III. Nel 1982 Carballo, promosso capitano, era di nuovo in servizio come capo sezione con gli A-4 Skyhawk della V Brigada Aérea; poco dopo l'inizio della inattesa guerra delle Falklands questa formazione venne trasferita da Villa Reynolds alla base aerea di Río Gallegos, nella provincia di Santa Cruz in Patagonia, da dove avrebbe potuto intervenire contro un'eventuale forza di spedizione britannica inviata nell'Atlantico meridionale. Il trasferimento della brigata aerea e in particolare del Grupo 5 de Caza la formazione da combattimento sugli A-4 Skyhawk, i cosiddetti "Los Halcones", si effettuò tra il 14 e il 17 aprile  1982 in tempo per l'inizio delle operazioni aeronavali intorno alle isole Falkland.

### Guerra delle Malvine
La prima missione aerea del capitano Carballo durante la guerra delle Malvine si svolse il 23 aprile 1982 insieme al tenente Daniel Eduardo Gálvez, sui cieli dell'isola Falkland orientale con compiti di ricognizione e identificazione di luoghi a terra, mentre il 1 maggio 1982 il capitano guidò la sezione Trueno, composta anche dai tenenti Carlos Alfredo Rinke, Carlos Cachón e Alférez Leonardo Salvador Carmona. Si trattò peraltro di una missione sfortunata; gli aerei attaccarono per errore un mercantile argentino, fortunatamente senza colpirlo.

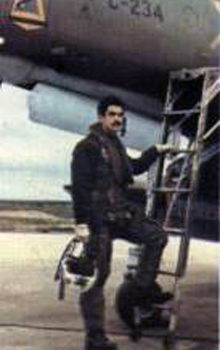
Il capitano Pablo Carballo sale a bordo del suo Douglas A-4 Skyhawk, nel periodo della guerra delle Falkland.

Il capitano Carballo ebbe invece modo di mostrare doti di coraggio e determinazione per la prima volta il 21 maggio 1982, giorno dell'operazione Sutton, lo sbarco britannico nella baia di San Carlos, e del conseguente inizio della drammatica battaglia aeronavale di San Carlos. Dopo una prima serie di incursioni al mattino contro la task force britannica, tra le 11.25 e le 11.30 dalla base di Rio Gallegos decollarono altre due sezioni di A-4 Skyhawk del Grupo 5 de Caza. Carballo guidava la sezione Mula costituita anche dagli aerei dei tenenti Rinke, Cachón e Alférez Carmona; gli aerei erano armati di bombe MK83. A causa di alcuni problemi tecnici Rinke, Cachón e Alférez Carmona dovettero abbandonare la missione senza aver raggiunto la baia; il capitano Carballo decise di proseguire da solo la missione e raggiunse il Grantham Sound, a sud della baia di San Carlos, dove individuò e attaccò a bassissima quota sopra il livello del mare la fregata HMS Ardent. Due bombe colpirono la nave provocando seri danni ma senza esplodere. Dopo l'attacco Carballo abbandonò rapidamente l'area e rientrò in salvo alla base. La fregata in avaria sarebbe stata successivamente attaccata da altri aerei argentini finendo per affondare il 22 maggio 1982.
Dopo la pausa del 22 maggio dovuta soprattutto alle avverse condizioni del tempo sulle basi patagoniche, le forze aeree argentine ripresero gli attacchi contro la task force britannica a San Carlos il 23 maggio e Pablo Carballo partecipò ad una nuova missione di guerra guidando la sezione Nene formata anche dagli aerei dei tenenti Luciano Guadagnini, Rinke e Alférez Hugo Gómez. Dopo alcuni problemi iniziali di volo, il capitano condusse l'attacco a bassa quota nella baia in mezzo alla violenta reazione antiaerea delle navi nemiche e delle postazioni missilistiche schierate dai britannici sul terreno. Durante l'attacco, l'aereo di Carballo fu colpito e danneggiato all'ala sinistra da un missile Sea Cat; l'ufficiale riuscì a superare la critica situazione e riprese il controllo dello Skyhawk ma dovette rinunciare all'operazione e rientrare alla base. Gli altri piloti della sezione Nene continuarono l'attacco; il tenente Gómez sganciò una bomba sulla fregata HMS Antelope che subito dopo fu colpita anche da due bombe sganciate dal tenente Guadagnini che tuttavia non esplosero. Il tenente Guadagnini rimase ucciso nell'impatto del suo aereo in volo a bassa quota contro le antenne della fregata danneggiata. La HMS Antelope sarebbe affondata il giorno seguente dopo l'esplosione durante un tentativo di disinnesco di una delle bombe incassate a bordo.
Il 25 maggio 1982, giorno della festa nazionale argentina, Carballo fu di nuovo in azione sui cieli della baia di San Carlos alla testa della sezione Vulcano in compagni del tenente Carlos Rinke, seguiti dalla sezione Zeus del tenente Mariano Velasco e del tenente Alferez Jorge Barrionuevo. Carballo e il tenente Rinke giunsero a San Carlos alle ore 15.20 dopo essere passati a nord delle isole Pebble (isla Borbón) e attaccarono la fregata HMS Broadsword che, insieme al cacciatorpediniere HMS Coventry, navigava a nord dello stretto delle Falkland per individuare preventivamente gli aerei argentini e attaccarli con i moderni sistemi missilistici Sea Wolf e Sea Dart. I due piloti argentini volavano con grande abilità a bassa quota a quasi 1000 chilometri orari di velocità e il sistema radar del cacciatorpediniere non riuscì a identificarli in tempo. Pablo Carballo riuscì quindi a portare a termine l'attacco e colpì la HMS Broadsword con una bomba che provocò seri danni, distruggendo la piattaforma dell'elicottero Westland Sea Lynx e innescando un incendio a bordo prima di rimbalzare in mare senza esplodere. I due piloti argentini  si disimpegnarono sotto il fuoco di reazione della nave nemica, l'aereo di Carballo venne colpito ad un serbatoio di carburante ma l'ufficiale riuscì a rientrare alla base. Subito dopo l'attacco alla HMS Broadsword arrivarono a San Carlos anche gli aerei del tenente Velasco e del tenente Barrionuevo che attaccarono e affondarono con tre bombe il cacciatorpediniere l'HMS Coventry.
Dopo la fine della battaglia aeronavale, il 27 maggio Carballo effettuò, insieme ai tenenti Rinke, Velasco e Osses, divisi nelle sezioni Truco e Poker, una missione di bombardamento alle posizioni a terra delle truppe britanniche sbarcate nella baia di San Carlos. La missione venne condotta a bassa quota sotto l'intensa reazione contraerea del nemico; Carballo ebbe notevoli difficoltà tecniche a causa di problemi alla strumentazione; otto bombe da 500 libbre furono sganciate contro gli apprestamenti nemici. Carballo descrive nelle sue memorie l'attacco in mezzo ad una fiesta di traccianti, esplosioni, luci e missili; le bombe causarono cinque morti e ventisei feriti alle forze britanniche. Carballo, Rinke e Osses riuscirono a sfuggire a volo radente e rientrarono a Rio Gallegos nonostante i danni a bordo, mentre il tenente Velasco venne colpito dal fuoco antiaereo e dovette lanciarsi, riuscendo a sopravvivere e a congiungersi con le truppe argentine a Port Howard sull'isola occidentale.
L'8 giugno 1982, mentre la situazione tattica sul campo era ormai irreversibilmente sfavorevole alle forze argentine, Carballo venne incaricato di dirigere la sezione Dogo in un attacco alle forze britanniche individuate in fase di sbarco nella zona di Bluff Cove a sud di Port Stanley; la sezione Mastin si sarebbe unita all'attacco. Carballo tuttavia dovette interrompere la missione e rientrare a Rio Gallegos insieme ad altri due A-4 a causa di una perdita di ossigeno e di problemi al sistema di rifornimento in volo. Il capitano, prima di abbandonare la formazione, incitò gli altri piloti ad "attaccare ad intervalli di un minuto, tre aerei davanti e due dietro...". I piloti Carlos Cachón, Carlos Rinke, Daniel Galvez e Alberto Jorge Filippini effettuarono con grande efficacia l'attacco e affondarono le navi da sbarco britanniche Sir Galahad e Sir Tristam, causando la morte di 51 soldati e il ferimento di altri 200; fu "il giorno più nero della Royal Navy". 
Nonostante i brillanti e ripetuti successi dei piloti argentini, l'andamento generale della guerra non poteva più essere cambiato; pochi giorni dopo, il 14 giugno 1982, il generale Mario Benjamín Menéndez, governatore delle isole, si arrese con le sue truppe al generale Jeremy Moore, comandante del corpo di spedizione britannico. Carballo aveva effettuato la sua ultima missione di guerra il 12 giugno 1982.

### Dopo la guerra
Dopo la conclusione del conflitto nell'Atlantico del Sud, Carballo continuò a prestare servizio come pilota e nel 1986 venne promosso maggiore; dopo aver partecipato ai corsi della Scuola Superiore di Guerra, nel 1989 venne trasferito alla VI Brigada Aérea dove volò sui Dassault Mirage III e sui IAI Finger come comandante di squadrone.
Nel 1996 divenne vicecommodoro e venne assegnato a Río Cuarto, Córdoba, dove ricevette l'incarico di comandante del CEASO (Centro de Ensayos de Armamento y Sistemas Operativos); con il grado superiore di commodoro d'aviazione Pablo Carballo frequentò anche numerosi corsi avanzati all'estero prima di ritornare in Argentina dove assunse alla fine della sua carriera l'incarico di Jefe de Grupo Aéreo e di Jefe del Instituto Nacional de Aviación Civil.
Il 2 aprile 2001 Carballo si è ritirato dal servizio attivo nella Fuerza Aérea Argentina e da quel momento è divenuto professore nella Escuela de Aviación Militar a Córdoba.
Pablo Carballo è stato uno dei più abili e famosi piloti delle forze aeree argentine durante la guerra delle Falkland e per il coraggio dimostrato in azione e i risultati raggiunti contro le forze militari britanniche ha ricevuto numerose decorazioni: la Cruz al Heroico Valor en Combate; La Nación Argentina al herido en combate; El Honorable Congreso de la Nación a los Combatientes; la Distinción Nº 1 de la Fuerza Aérea Argentina “Al combatiente de Malvinas”. Carballo ha anche scritto nel 1985 un libro di memorie di guerra, "Halcones Sobre Malvinas", dedicato alla narrazione delle operazioni aeree svolte dal suo reparto, il Grupo de Caza 5 "Los Halcones", nel corso della campagna delle Malvine.